# Улус Шибана
Улус Шибана — область Золотой Орды, образовавшаяся в результате административного разделения Улуса Джучи ханом Батыем по родовому признаку.

## Территория улуса

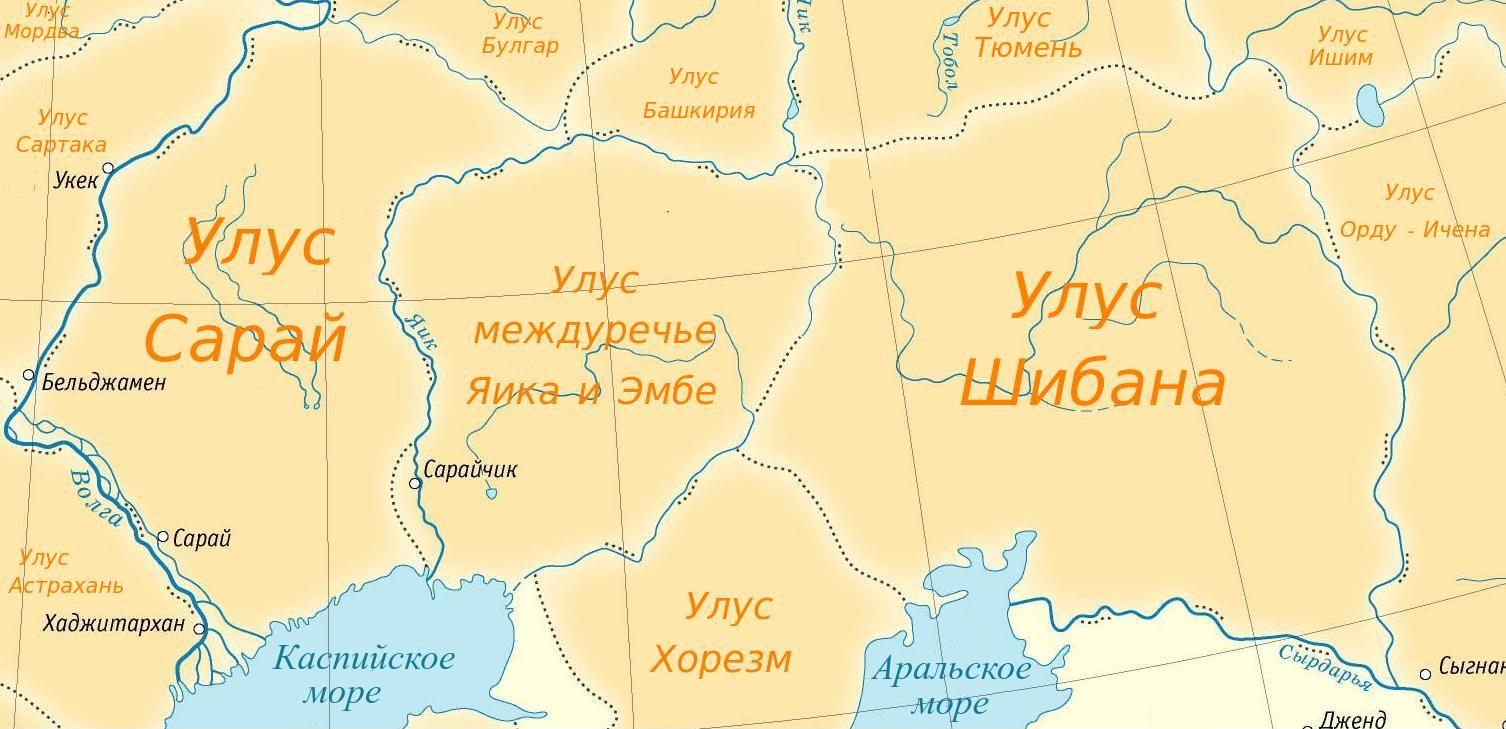
Улус Сарай, Улус в междуречье Яика и Эмбы, Улус Шибана

Улус занимал территорию восточного Казахстана и Западной Сибири. В Западной Сибири, которая относилась к Улусу Шибана, было создано кереитское государство — Тайбугинский юрт. Столица улуса — Сарайчик. Улусы Орда-Ежена и Шибана считаются левым крылом Золотой Орды, находятся в её восточной части.

## Правители улуса
Согласно Абулгази, хронология правителей улуса Шибана была следующей:
- Шибан (с 1243)
- Бахадур-оглан (1266—1280)
- Джучи-Бука (1280—1310)
- Бадакул-оглан (после 1310)
- Менгу-Тимур (до 1359)
- Пулад-Тимур (1359—1367)
- совместно Ибрагим и Араб-шах
- Туглук-хаджи
- Тимур-шейх
- Ядигер